# Willencourt
 Willencourt  es una población y comuna francesa, situada en la región de Norte-Paso de Calais, departamento de Paso de Calais, en el distrito de Arras y cantón de Auxi-le-Château.

## Demografía
| 93 | 86 | 129 | 126 | 140 | 136 |
| Para los censos de 1962 a 1999 la población legal corresponde a la población sin duplicidades (Fuente: INSEE [Consultar]) |    |     |     |     |     |